# Nécropole antique de Tavant
La nécropole antique de Tavant est une nécropole datée du Haut-Empire romain, située sur la commune française de Tavant en Indre-et-Loire.
La partie de cette nécropole fouillée en 1997 comprend une majorité de sépultures d'enfants, inhumés dans des sarcophages, des cercueils, voire un dolium pour un nouveau-né. Les inhumations s'échelonnent de l'an 40 av. J.-C. au IIIe siècle. Il est possible que cette nécropole soit rattachée à une agglomération secondaire dont la présence à proximité est fortement pressentie.

## Localisation
La nécropole est implantée dans le bourg de Tavant, sur une terrasse alluviale entre la D760 au sud et la vallée de la Vienne au nord. La zone fouillée, qui ne représente certainement qu'une partie de cette nécropole, occupe le rebord de cette terrasse sableuse. Aucune autre structure antique n'est connue sur la commune elle-même ; toutefois, un kilomètre à l'ouest, sur la commune voisine de Sazilly, des indices laissent supposer la présence d'une agglomération secondaire ou d'une villa romaine auxquelles cette nécropole pourrait être liée. La D760, pour sa part, est traditionnellement mentionnée comme recouvrant une voie antique longeant la rive gauche de la Vienne, de Vouneuil-sur-Vienne à Candes-Saint-Martin et desservant les deux sites.

## Circonstances de la découverte et description

### Le site
En juin 1997, des terrassements préalables à une construction mettent au jour des vestiges archéologiques. La fouille de sauvetage qui s'ensuit permet de découvrir une partie d'une nécropole datée du Haut-Empire romain.
La zone fouillée s'inscrit sensiblement dans un quadrilatère allongé du nord-est au sud-ouest. Sa moitié nord est occupée par des vestiges diffus datables du Néolithique et de la Protohistoire (trous de poteaux, céramiques, silex) ; la nécropole s'inscrit dans sa partie sud mais aucun délimitation physique n'est observée entre les deux secteurs.

### Les tombes de la nécropole
| Image externe |                                                   |
|               | Sarcophage de la nécropole sur le site de l'INRAP |

La partie fouillée de la nécropole met en évidence 26 sépultures. Il s'agit soit de cercueils en bois (au moins huit), soit de sarcophages massifs en calcaire d'extraction probablement locale (huit sépultures, réservées aux enfants). Il n'existe, au regard des connaissances disponibles, aucune autre nécropole du Haut Empire, en France, qui voit un tel regroupement de sarcophages : ce type de contenant est en général retrouvé seul, ou au nombre de trois au maximum. Dans une sépulture, le nouveau-né est inhumé dans un dolium. Pour deux sépultures, la nature du contenant n'a pu être identifiée.
Quatorze tombes sont des sépultures d'enfants, les autres se répartissant en parts égales entre adultes et morts d'âge non déterminé. Dans une seule situation, la présence d'armes auprès du corps laisse penser qu'il s'agit de la sépulture d'un homme ; le sexe des défunts n'est pas déterminable dans les autres cas. Le nombre de sépultures d'enfants, comparé à celui de sépultures d'adultes, n'est pas surprenant : il est d'usage, dans l'Antiquité romaine, de ne pas recourir à la crémation pour les enfants en bas âge. Il est également possible que cette partie de la nécropole soit préférentiellement utilisée pour les sépultures d'enfants, peut-être d'un niveau social particulier.
Quatre de ces sépultures sont orientées sensiblement nord-sud avec la tête au sud ; une est orientée est-ouest avec la tête à l'ouest ; toutes les autres respectent une orientation est-ouest, la tête du défunt étant placée à l'est pour les individus dont l'état de conservation des ossements permet de le préciser, ce groupe de tombes semblant être organisé en quatre rangées parallèles.
Les fosses sont individuelles, à l’exception de l'une d'elles qui renferme à la fois le cercueil en bois et le sarcophage de deux enfants dont l'inhumation est simultanée.

### Les aménagements des sépultures

#### Objets retrouvés dans les cercueils ou les sarcophages

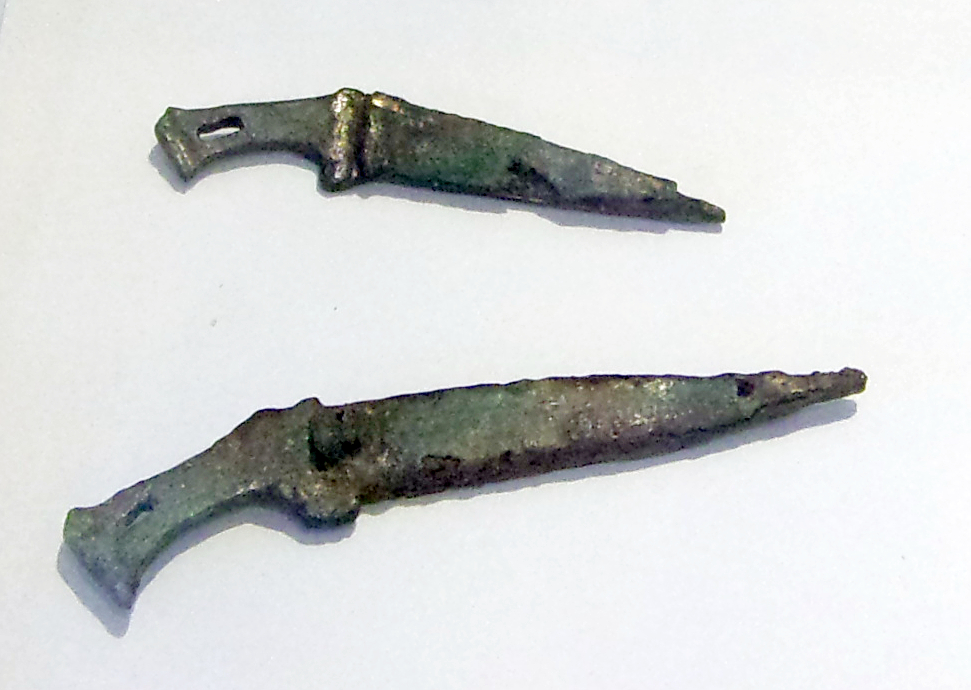
Couteaux miniatures.

L'une des sépultures présente un aménagement très particulier : le défunt est placé dans un sarcophage avec un couteau et une lance, ce qui laisse supposer qu'il s'agit d'un guerrier. D'autres tombes renferment, au contact du corps, des bijoux, des parures, ou des objets assimilables à des ex-votos. Deux tombes d'enfants renferment une réplique miniature du couteau de la tombe au guerrier ; le manche percé d'un trou suggère qu'ils ont peut-être été utilisés comme pendentifs. Bien que ces sépultures soient beaucoup plus tardives, ces objets témoignent peut-être d'un lien familial ou sont le signe d'un niveau social particulier ; ils montrent en tout cas que le souvenir de ce premier défunt se perpétue.

#### Objets retrouvés dans les fosses, hors des contenants
Ces objets sont principalement des récipients alimentaires, sans doute destinés à contenir des offrandes permettant d'accompagner le défunt pendant son « voyage ». Des flacons en verre, des perles, une clochette et un biberon doivent probablement être interprétés comme des talismans. Des fragments de céramiques semblant remontés d'une fosse à l'autre lors de leur comblement laissent supposer l'existence de rites commémoratifs envers d'anciens défunts à l'occasion de morts plus récentes. Enfin, la présence de fragments d'os humains calcinés suggère que la crémation de plusieurs corps est pratiquée. Toutefois, aucune sépulture en place de corps incinéré (urne funéraire par exemple), laisse supposer que l'organisation générale de la nécropole réservait un autre emplacement à ce type de sépulture.

## Chronologie d'occupation
Grâce aux fragments de céramiques qui accompagnent les sépultures, la chronologie de la zone étudiée de la nécropole semble assez bien attestée. Cette proposition de chronologie ne s'applique bien sûr qu'aux sépultures étudiées, et ne préjuge en rien de l'évolution de l'ensemble d'une nécropole pressentie comme beaucoup plus étendue.
Entre 40 et 10 av. J.-C., la « tombe du guerrier » est creusée. Le défunt jouit, à l'évidence, d'un statut et d'un prestige particuliers.
Un second groupe d'inhumations, les plus nombreuses et exclusivement constituées de tombes d'enfants, se développe à l'ouest de la « tombe du guerrier » dont la présence semble régler l'ordonnancement de la nécropole, comme si la mémoire de ce guerrier perdurait longtemps ; ces inhumations sont en effet datées entre l'an 40 et le début du IIe siècle. Même si deux générations séparent ces sépultures de la précédente, le site continue à être fréquenté dans l'intervalle, ce qui témoigne fort probablement d'une forme de culte des ancêtres.
Une sépulture d'enfant, isolée, à l'extrême ouest de la zone fouillée, semble marquer, dans le courant du IIe siècle, une évolution des rites funéraires ; elle se situe, stratigraphiquement, entre les précédentes et les suivantes.
Les quatre dernière sépultures, datables de la seconde moitié du IIIe siècle, marquent une rupture importante avec les pratiques précédentes. Au sud de la zone fouillée, ces tombes d'adultes sont orientées perpendiculairement par rapport à toutes les autres, comme si la mémoire du premier guerrier inhumé avait disparu.

## Pour en savoir plus